# Antonia Gransden
Antonia Gransden es una historiadora y medievalista inglesa, además de profesora de Historia Medieval de la Universidad de Nottingham. Grandsen es autora de varios trabajos de historiografía medieval, el más notable es su obra en dos tomos Historical Writing in England.

## Obra
- The letter-book of William of Hoo:sacrist of Bury St Edmunds, 1280-1294 (editora) (Ipswich: Suffolk Records Society, 1963)
- The Chronicle of Bury St Edmunds 1212–1301 (editora y traductora) (Londres; Edimburgo: Nelson, 1964)
- The customary of the Benedictine Abbey of Bury St. Edmunds in Suffolk:(from Harleian MS. 1005 in the British Museum) (editora) (Henry Bradshaw Society, 1973)
- Historical Writing In England, C.550 To C.1307 (Londres: Routledge and Kegan Paul, 1974)
- Historical Writing In England. 2, C.1307 To The Early Sixteenth Century (Londres: Routledge y Kegan Paul, 1982)
- Legends, traditions, and history in medieval England (Londres: Hambledon Press, 1992)
- Historical writing in England (Londres: Routledge, 1996)